# Civry
Civry is een plaats en voormalige gemeente in het Franse departement Eure-et-Loir in de regio Centre-Val de Loire en telt 325 inwoners (2005). De plaats maakt deel uit van het arrondissement Châteaudun.

## Geschiedenis
Civry is op 1 januari 2017 gefuseerd met de gemeenten Lutz-en-Dunois, Ozoir-le-Breuil en Saint-Cloud-en-Dunois tot de gemeente Villemaury. 

## Geografie
De oppervlakte van Civry bedraagt 17,5 km², de bevolkingsdichtheid is 18,6 inwoners per km².
De onderstaande kaart toont de ligging van Civry met de belangrijkste infrastructuur en aangrenzende gemeenten.

## Demografie
Onderstaande figuur toont het verloop van het inwonertal (bron: INSEE-tellingen).